# Zygmunt Rokowski
Zygmunt Rokowski (ur. 1884, zm. 1931) – polski historyk sztuki.

## Życiorys
Po odzyskaniu przez Polskę niepodległości był od 9 kwietnia 1919 do 24 stycznia 1920 konserwatorem zabytków okręgu płockiego. Od marca 1922 do lutego 1923 był konserwatorem okręgowym województwa warszawskiego. Od 1 lutego do 1 września 1923 był konserwatorem okręgowym dla województw warszawskiego, białostockiego, poleskiego i od 1 września 1923 do 31 września 1931 konserwatorem okręgowym dla województw warszawskiego i białostockiego. 
Zmarł 17 listopada 1931 w Płocku.